# Jangjangwulung
Jangjangwulung is een bestuurslaag in het regentschap Pasuruan van de provincie Oost-Java, Indonesië. Jangjangwulung telt 4127 inwoners (volkstelling 2010).